# Coelocrania
Coelocrania is een geslacht van kevers uit de familie bladkevers (Chrysomelidae).
De wetenschappelijke naam van het geslacht werd in 1886 gepubliceerd door Martin Jacoby.

## Soorten
- Coelocrania depressa (Mohamedsaid, 1993)
- Coelocrania ghazallyi (Mohamedsaid, 1993)
- Coelocrania indah (Mohamedsaid, 1993)
- Coelocrania latiffi (Mohamedsaid, 1993)
- Coelocrania malayana (Jacoby, 1894)
- Coelocrania scolopaca (Jacoby, 1904)
- Coelocrania sulcicollis (Baly, 1886)
- Coelocrania terminata Jacoby, 1886